# 黃光厚

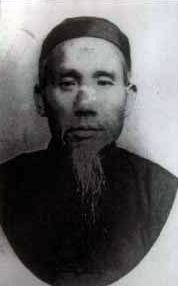

黃光厚（1872年—1937年)，字友亭，福建閩侯縣新店汤斜村（今福州新店鎮汤斜村）人，清末進士、官員、名醫、書法家。
光緒二十八年（1902年）中舉人，次年聯捷癸卯科王壽彭榜三甲進士。以即用知縣分發廣東候補，曾從廣州双門底羅氏學習中醫，盡得其術。後擔任職兩廣總督署委員。光绪三十四年（1908年）改陽江縣海關委員，宣統三年（1911年）升任臨高縣令。同年，辛亥革命爆發，光厚返里归隐，以行醫為生，并潛心鑽研醫理。民国三年（1914年）曾短暫前往廣東大埔縣擔任臨時承審員。著有《书还读我室》文集及《藏拙斋医案医话》等。

## 外部連結
- 福州市寻访“儒医”进士府 （页面存档备份，存于） 中國廣播網